# Iglesia de Santa Bárbara (Guardatinajas)
Es una iglesia de la población de Guardatinajas, Guárico y su construcción tuvo lugar en 1905 bajo la dirección de Antonio Forte D'Erario, en honor a Santa Bárbara. Su diseño es de forma rectangular e incluye tres naves separadas por robustas columnas de sección cuadrada. También hay medias columnas de menor tamaño de estilo toscano adosadas a las principales, las cuales sostienen las arcadas conectando las columnas. La entrada principal está orientada hacia el oeste, y hay otra entrada de servicio dentro de la sacristía en la misma dirección. El altar y la nave central están divididos por un arco toral, mientras que las naves laterales culminan en altares menores a ambos lados del presbiterio. Más allá de los altares, en la pared plana del testero, se encuentra la sacristía. La torre, ubicada junto a la nave lateral, tiene una forma cuadrangular y consta de dos cuerpos. Su cubierta está diseñada con un estilo tradicional a dos aguas. La fachada principal se compone de dos elementos distintos: el cuerpo inferior, elevado por un zócalo, y el frontispicio, que incluye tres accesos a las tres naves.
En el interior de la iglesia, se exhiben varias imágenes religiosas de gran importancia, como la Virgen del Carmen, la Virgen de Lourdes, la Dolorosa, el Nazareno, el Santísimo Corazón de Jesús, San José con el Niño y San Antonio de Padua. Todas estas figuras están hechas de yeso y representan valiosos tesoros para la comunidad local.